# Christianisme en Italie

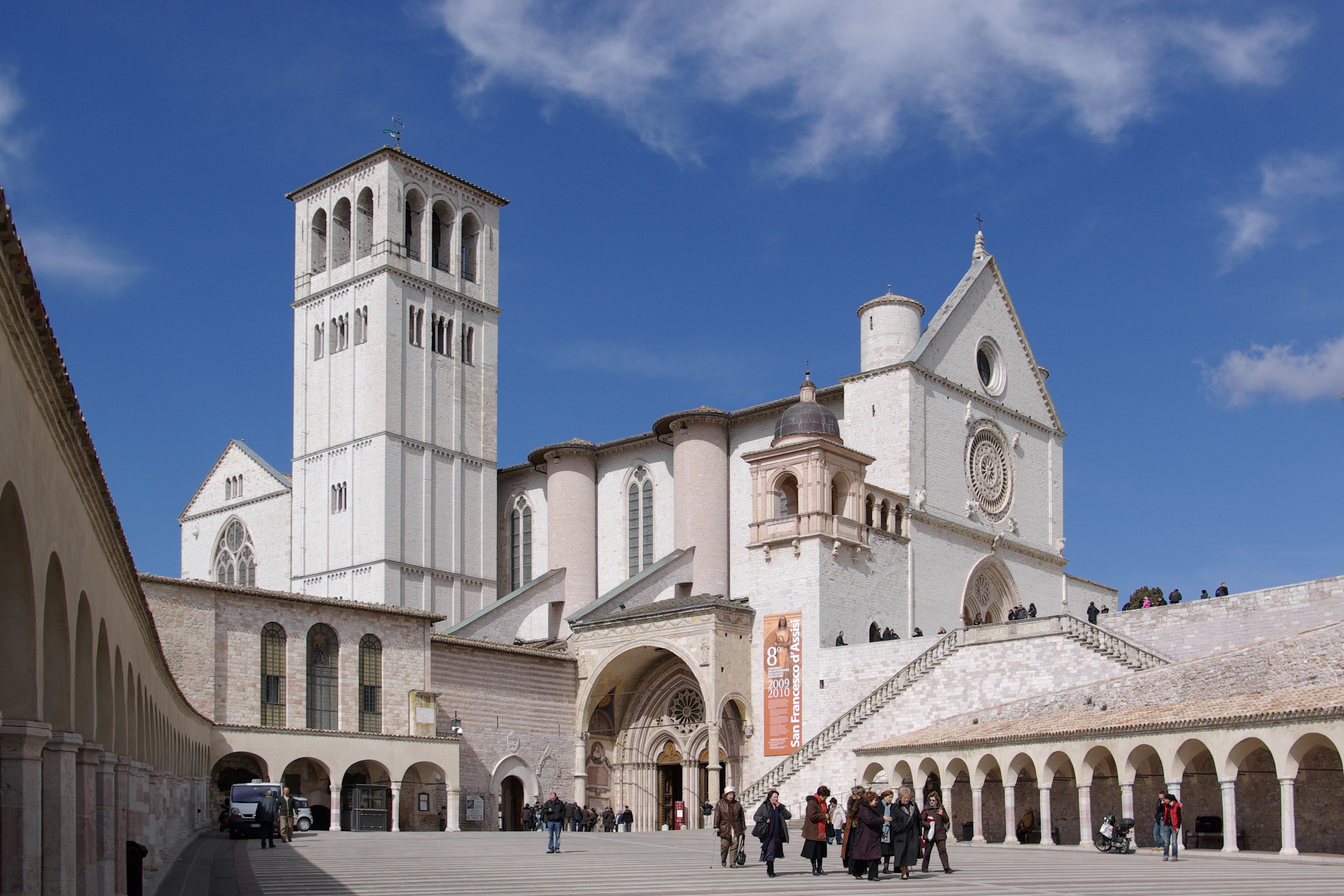
Basilique catholique de Saint François à Assise. Saint François est l'un des saints patrons de l'Italie.

Le christianisme en Italie se caractérise par la prédominance de l'Église catholique.
Les saints patrons du pays sont François d'Assise et Catherine de Sienne.

## Statistiques sur la pratique religieuse
La pratique religieuse, en particulier la fréquentation des églises, est encore élevée en Italie, par rapport à la moyenne des pays européens. L'Institut national italien des statistiques (ISTAT) a constaté en 2010 que 32,0 % de la population se rendait chaque semaine à l'église, à la mosquée, à la synagogue ou dans un autre lieu de culte. La part des croyants pratiquants était plus élevée dans le Sud (39,5 %) et l'Italie insulaire (36,9 %) que dans le Nord-Ouest (30,4 %), le Nord-Est (28,6 %) et le Centre (25,4 %).
Dans le Nord-Est, la pratique religieuse était particulièrement élevée dans le Trentin (36,6 %) et la Vénétie (35,1 %), autrefois surnommés « Vénétie blanche » en raison de la force de la Démocratie chrétienne là-bas (le blanc étant la couleur officielle du parti), dans le Centre des Marches (35,5%, au sud en Campanie (43,4%), dans les Pouilles (40,3%), en Sicile (40,2%), Molise (37,8%) et Calabre (35,2%), tout en étant particulièrement bas dans la Vallée d'Aoste (21,7%), en Ligurie (22,9%) et dans les régions dites "rouges" (bastions de longue date de la gauche/centre-gauche, du Parti communiste italien à l'actuel Parti démocrate), notamment en Toscane (21,5%) et en Émilie-Romagne (21,7 %),. 